# Samuel W. Arnold
Samuel Washington "Wat" Arnold, född 21 september 1879 i Schuyler County i Missouri, död 18 december 1961 i Kirksville i Missouri, var en amerikansk politiker (republikan). Han var ledamot av USA:s representanthus 1943–1949.
Arnold efterträdde 1943 Milton A. Romjue som kongressledamot och efterträddes 1949 av Clare Magee.
Arnold ligger begravd på Maple Hills Cemetery i Kirksville i Missouri.